# Fader Gladiator

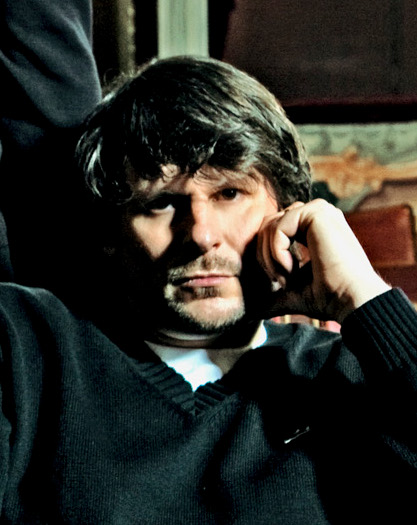
Daniel Sluga (2010)

Fader Gladiator (* 8. Oktober 1971 in Köln, bürgerlich Daniel Sluga) ist ein deutscher Produzent von Hip-Hop-Musik, DJ und Labelgründer. Er bildet gemeinsam mit Gorex (Markus Gorecki) das Produzenten-Duo Wildbwoys.

## Biographie
Daniel Sluga wurde am 8. Oktober 1971 in Köln als Kind einer deutsch-italienischen Ehe geboren. Inspiriert durch amerikanischen Hip-Hop begann Sluga Mitte der 80er Jahre mit samplebasierter Musik zu experimentieren. Autodidaktisch lernte er den Umgang mit Plattenspielern und elektronischen Instrumenten und gründete zusammen mit den Rappern D-Tex-Law und Imperator unter seinem Künstlernamen Fader Gladiator Ende der 80er-Jahre die Gruppe C.U.S.
Unzufrieden mit der Bereitschaft der damals etablierten Musik-Verlage, deutsche Hip-Hop-Alben zu veröffentlichen, gründete Sluga mit seinem Produzenten-Kollegen Future Rock von der Gruppe LSD und weiteren das Label Blitz Vinyl. Die beiden bauten sich ein gemeinsames Produktionsstudio in Köln unter dem Namen Blitz Labor auf und veröffentlichten 1992 als eine der ersten Hip-Hop-Platten in Deutschland Mind Expansion/Unique Style als Split-Single ihrer Gruppen C.U.S. und LSD.
Fader Gladiator arbeitete nun als Produzent für verschiedene Künstler. So produzierte er u. a. das Album International Dope Dealers des New Yorker MC KAOS und arbeitete an Veröffentlichungen der Hip-Hop-Crew Äi-Tiem und MC Rene mit. Auf dem Album Blitz Mob – Die Organisation vereinigten sich schließlich Künstler und Gruppen aus dem Umfeld von Fader Gladiator und es entstand ein Projekt, an dem neben Fader Gladiator weitere Produzenten und Künstler aus vier Ländern mitarbeiteten.
Nachdem das Label Blitz Mob aufgegeben worden war, gründete Daniel Sluga das Label LaCosaMia; er arbeitete aber weiterhin im gemeinsamen Blitz Labor. Mit Der Profi veröffentlichte Fader Gladiator sein erstes Soloalbum auf pornoprofan records, das fast ausschließlich aus instrumentalen Beats besteht. Mit Der Todeskuss befand sich darauf aber auch das erste Lied der neu gegründeten Gruppe Die Firma, in der Fader Gladiator als Produzent mitarbeitete. Das Debüt-Album von Die Firma, Spiel des Lebens / Spiel des Todes, erschien 1998 und ist eine der meistverkauften Independent-Hip-Hop-Veröffentlichungen aus Deutschland. 1999 erschien das zweite Album von seiner Band Die Firma und erreichte Platz 8 der Media Control Album Charts und war mit insgesamt 100.000 Tonträger ein kommerzieller Erfolg.
Neben seiner Arbeit bei Die Firma produzierte Sluga für weitere Künstler seines Labels LaCosaMia; unter seinen Produktionen sind aber auch Arbeiten für andere Labels wie etwa 3P. 2001 veröffentlichte er mit Der innere Kreis sein zweites Soloalbum, auf dem neben Künstlern aus dem Umfeld des alten Labels Blitz Vinyl u. a. auch Flowin Immo vertreten waren. Im folgenden Jahr wurde mit Hits & Raritäten ein Best-of-Album veröffentlicht, das Lieder aus allen Phasen der Karriere von Daniel Sluga enthält. Für das Album Das dritte Auge wurde seine Band im Jahr 2002 für den Musikpreis Echo nominiert.
Im Jahr 2005 erhielt Sluga Gold- und Platin-Auszeichnungen in Deutschland und Österreich für den Song Die Eine 2005 sowie weitere Nominierungen für die 1 Live Krone und den Bravo Otto. Im selben Jahr gründete er den Musikverlag Edition La Cosa Mia, den er zusammen mit dem Verlag Melodie der Welt betreibt. Es folgten bis zum Jahr 2010 zahlreiche weitere Musikproduktion für diverse Projekte, u. a. zwei weitere Alben von Die Firma.
In den folgenden Jahren konzentrierte er sich verstärkt auf Management und Beratungstätigkeiten im Musikbereich.
Später drehte Sluga Musikvideos für u. a. Ali As, Namika, Olli Banjo und Wunderkynd, dabei arbeitete er mit Art Davis und Daniel Zlotin.

## Stil
Fader Gladiator produzierte Anfang der 1990er Jahre vor allem samplebasierte Beats, seit Ende der 1990er-Jahre setzt er verstärkt auf elektronischen Musikinstrumenten oder Livemusiker bei seinen Produktionen.
Die Produktion Das sechste Kapitel (2010) spielte er komplett mit einem Sinfonieorchester ein.
Auffällig an den Werken von Fader Gladiator ist die Bildhaftigkeit der Produktion. Ebenso lässt er sich nicht auf nur einen Stil festlegen und wechselt häufig die musikalischen Stimmungen seiner Produktionen. So produziert er zurückhaltende / entspannte Songs wie z. B. Glücksprinzip, aber auch aggressivere Songs wie Scheiß auf die Hookline oder sentimentale Stücke wie Kein Ende in Sicht.
Bei einigen seiner Produktionen beziehen sich die Artworks auf Filmplakate. Dies gilt neben den Platten seiner Gruppe Die Firma auch für seine Soloalben und früheren Projekte. Das Artwork seines Soloalbums Der Innere Kreis ähnelt in der Gestaltung Filmpostern der Thriller-, Gangster- und Actionfilme der 1960er und 1970er Jahre. „Ich entwickle auch dafür immer Konzepte“, antwortete Fader Gladiator auf die Frage nach der Idee zum Cover von Der Innere Kreis (Album aus dem Jahr 2001). „Es ist so ein Sechziger-Jahre-Style. Eine andere Idee war, dass ich wie Conan der Barbar gemalt werden wollte.“

## Diskografie (Auswahl)

### Soloalben
- 1997: Der Profi (Album, pornoprofan rec.)
- 2001: Der innere Kreis (Album, LaCosaMia)
- 2002: Hits & Raritäten (Album, LaCosaMia)

### Diverse
- 1990: C.U.S. – Whiz the Power a Gun
- 1991: LSD / C.U.S. – Mind Expansion/Unique Style (Split-Single / Blitz Vinyl) (Co-Produzent)
- 1992: C.U.S. – Jungle Philosophie (Samplerbeitrag / Virgin)
- 1993: Blitz Mob (EP / Blitz Vinyl)
- 1993: KAOS – International Dope Dealers (Album / Blitz Vinyl)
- 1993: Äi-Tiem – Alles Absicht (EP / HollyChaos)
- 1993: C.U.S. – Der Imperator schlägt zurück (Maxi / Blitz Vinyl)
- 1993: C.U.S. – Das Gesetz des Dschungels-Remix (Compilation / Soundtracks zum Untergang)
- 1994: Äi-Tiem Kein Kommentar (EP / Blitz Vinyl)
- 1994: C.U.S. – Geballte Ladung (Maxi / Blitz Vinyl)
- 1994: C.U.S. – Chaos quer durch Europa (Samplerbeitrag / DayGlo)
- 1994: Blitz Mob – Rap Asse im Einsatz (Cook Monster / Yo Mama)
- 1994: First Down – Soccer 94 (Album / Blitz Vinyl)
- 1995: Cheech & Iakon – Der Pakt mit dem Teufel (Albumtrack)
- 1995: Äi-Tiem – Wenn hier einer schießt dann bin ich das (Album / HollyChaos Rec.)
- 1995: Blitz Mob – Die Organisation (Album / Blitz Vinyl)
- 1995: MC Rene – Renevolution (Album / MZEE Records) (Co-Produzent)
- 1997: Fader Gladiator – Battle of the Planets (UK Compilation)
- 1997: Future Rock & Torch – Exodus (Kapitel 8) (Remix / Catch a Groove)
- 1999: Gentleman – Weed Have Bun (Remix) (PromoSingle / Four Music)
- 1999: Gentleman – No Competition (Album / Four Music)
- 1999: Creme de la Creme – Tarantino (Remix / EMI)
- 2000: MC Rene – Kalte Wut (Albumtrack / MZEE)
- 2001: Gianni – Kassala (PormoMaxi / Virgin)
- 2001: Fader Gladiator – Der Innere Kreis (Maxi / V2)
- 2001: Gianni – Von Anfang an (Maxi / Virgin)
- 2001: Fader Gladiator – Der Innere Kreis (Album / V2)
- 2001: Fader Gladiator – Das Gift (Maxi / V2)
- 2001: Gianni – Der Sizilianer (Album / Virgin)
- 2001: Gianni – Am Fenster (PromoMaxi / Virgin)
- 2002: Fader Gladiator – Hits & Raritäten (Album / LaCosaMia)
- 2003: Äi-Tiem – Abends nach der Arbeit (Albumtrack / HollyChaos Rec.)
- 2003: Ventura Bros. – Wie eine Hand (Albumtrack / LaCosaMia)
- 2004: Fader Gladiator & Rick Ski – Ramba Zamba (Mixtape)
- 2004: Moses Pelham – Ein schöner Tag (Sluga’s RMX) (3P)
- 2004: Tatwaffe – Wir vermissen Dich / Skippen is nicht (Albumtrack / No Limits)
- 2004: Fader Gladiator & Das Lindenschmidt Orchester – Beat Concerto in A Minor
- 2004: Moses Pelham – Strugglin (Die Firma RMX) (3P)
- 2004: Moses Pelham – Strugglin (Sluga RMX) (3P)
- 2005: Glashaus – Haltet die Welt an (Remix) (3P)
- 2005: Glashaus – DU (Remix) (3P)
- 2006: Nesti – Liebe ist (Maxi / LaCosaMia/Sony BMG)
- 2006: Nesti – Vier Jahreszeiten (Album / LaCosaMia/Sony BMG)
- 2006: Sebastian Hämer – Nur mit Dir (Remix) (3P)
- 2006: Sebastian Hämer – Immer noch (Remix) (3P)
- 2007: Love Movement – Hey Girl (Remix) (Maxi / LaCosaMia/Sony BMG)
- 2007: Sabrina Setlur – Lauta (Remix) (3P)
- 2007: Sabrina Setlur – I Think I like It (Remix) (3P)
- 2009: Maradona – Mexiko (Maxi / LaCosaMia/Sony)
- 2009: Maradona – Das Leben ist schön (Album / LaCosaMia/Sony)
- 2009: Maradona – Ich bin weg (Maxi / LaCosaMia/Sony)
- 2009: Maradona – Feuerzeug (Maxi / LaCosaMia/Sony)
- 2012: Summer Cem – Badshah (Albumtrack / Sony)
- 2012: Moses Pelham – Für die Ewigkeit (Remix / Sony)
- 2016: Lumaraa – 100 Bars / Es hat alles einen Sinn / Picknick / Fick dich (Albumtracks auf Gib mir mehr/ Bassukah/Delta Music)